# Macizo del Garraf
El macizo del Garraf es un macizo que está ubicado en la cordillera Litoral catalana.

## Descripción

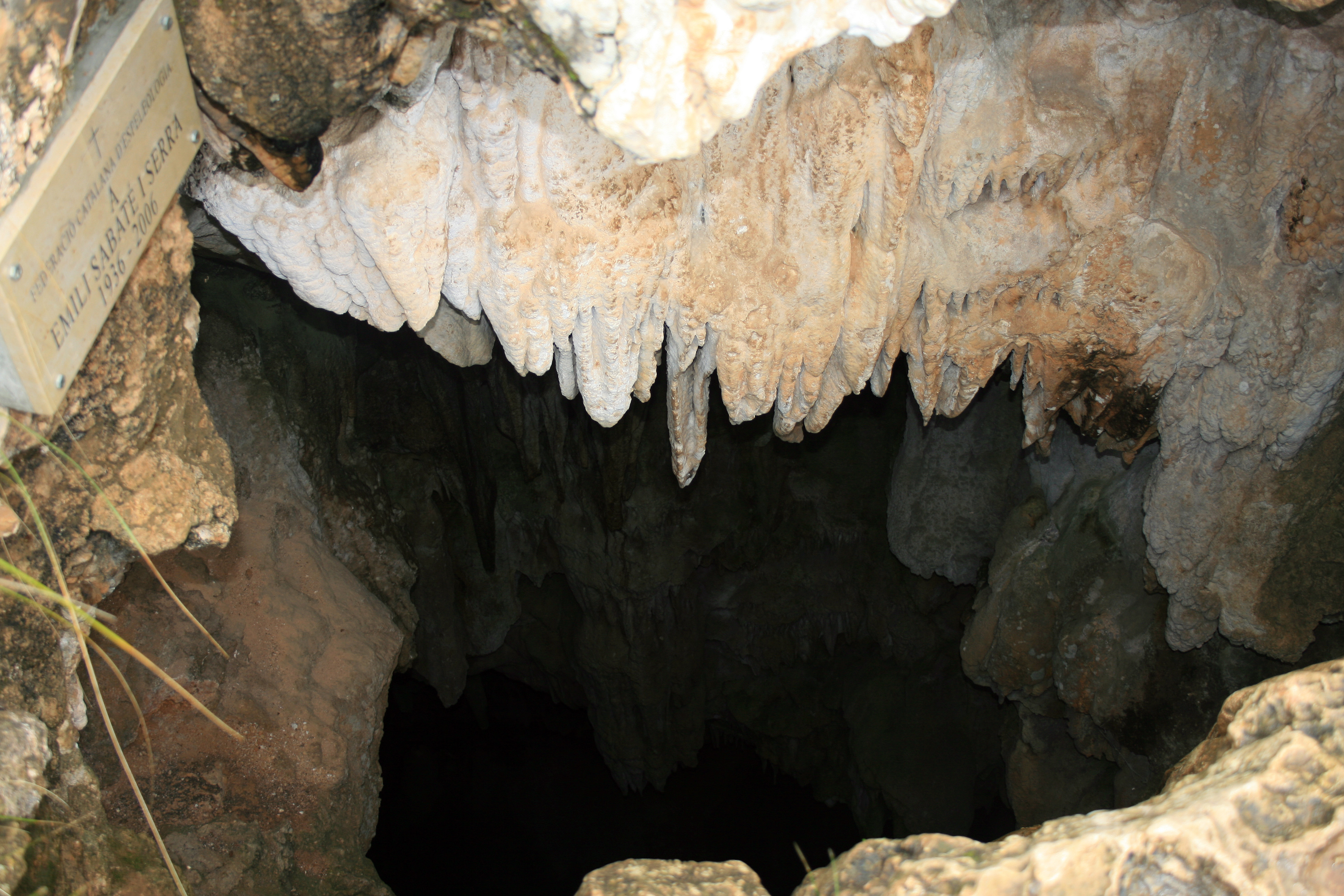
Sima del macizo del Garraf

Ocupa un área triangular entre el valle del Llobregat, la depresión del Panadés y el Mediterráneo, constituyendo un conjunto de montañas bajas, con alturas máximas alrededor de los 600 metros.
El macizo del Garraf pierde altura hacia poniente y desaparece cerca de Vendrell, donde la depresión litoral se ve limitada por el mar. El macizo presenta una superficie de cerca de 9967 ha, que orográficamente va desde el nivel del mar hasta los 593 metros de la cima de La Morella.
Las montañas del Garraf son de tipo calcáreo con muchas simas y cuevas. El palmito es una especie endémica en el macizo del Garraf. Predomina en la zona el ecosistema de garriga, del que forman parte especies como Quercus coccifera, Brachypodium retusum y Pinus halepensis.